# 埼玉県道・千葉県道29号草加流山線
埼玉県道・千葉県道29号草加流山線（さいたまけんどう・ちばけんどう29ごう そうかながれやません）は、埼玉県草加市から千葉県流山市までを結ぶ県道（主要地方道）である。

## 概要
千葉県流山市と埼玉県三郷市の境の江戸川に架かる流山橋付近は慢性的な渋滞が日常化している。
埼玉県内では流山街道と呼称される場合がある。(本来の流山街道は千葉県道5号松戸野田線および千葉県道17号結城野田線)

## 起点・終点
- 起点：埼玉県草加市（谷古宇橋交差点、埼玉県道49号足立越谷線・埼玉県道34号さいたま草加線交点）
- 終点:千葉県流山市（流山八丁目交差点、千葉県道5号松戸野田線・千葉県道280号白井流山線交点）

## 歴史
- 1993年（平成5年）5月11日 - 建設省から、県道草加流山線が草加流山線として主要地方道に指定される[1]。

## 地理

### 通過する自治体
- 埼玉県
  - 草加市
  - 八潮市
  - 三郷市
- 千葉県
  - 流山市

### 交差する道路
| 交差する道路                                  | 交差する道路                            | 交差点名         | 所在地 | 所在地 |
| --------------------------------------------- | --------------------------------------- | ---------------- | ------ | ------ |
| 埼玉県道34号さいたま草加線 さいたま・川口方面 |                                         |                  |        |        |
| 埼玉県道49号足立越谷線                        | 埼玉県道49号足立越谷線                  | 谷古宇橋（起点） | 埼玉県 | 草加市 |
| 埼玉県道115号越谷八潮線（草加産業道路）       | 埼玉県道115号越谷八潮線（草加産業道路） | 弁天2丁目        | 埼玉県 | 草加市 |
| 国道298号                                     | 国道298号                               | 八潮・八条       | 埼玉県 | 八潮市 |
| 埼玉県道102号平方東京線                       | （八潮団地通り）                        | 八潮・八条       | 埼玉県 | 八潮市 |
| （中川通り）                                  | 埼玉県道102号平方東京線                 | 八条橋西詰       | 埼玉県 | 八潮市 |
| 埼玉県道67号葛飾吉川松伏線                    | 埼玉県道67号葛飾吉川松伏線              |                  | 埼玉県 | 三郷市 |
| （やなぎ通り）                                |                                         | 駒形新橋         | 埼玉県 | 三郷市 |
| 埼玉県道21号三郷松伏線                        | 埼玉県道21号三郷松伏線                  | 三郷3丁目        | 埼玉県 | 三郷市 |
| 埼玉県道52号越谷流山線                        |                                         |                  | 埼玉県 | 三郷市 |
| （早稲田中央通り）                            | （三郷駅停車場）                        | 三郷駅北口       | 埼玉県 | 三郷市 |
| 埼玉県道156号三郷幸手自転車道線               | 埼玉県道156号三郷幸手自転車道線         | （立体交差）     | 埼玉県 | 三郷市 |
| 千葉県道401号松戸野田関宿自転車道線           | 千葉県道401号松戸野田関宿自転車道線     | （立体交差）     | 千葉県 | 流山市 |
| 千葉県道5号松戸野田線（流山街道）             | 千葉県道5号松戸野田線（流山街道）       | 流山8丁目        | 千葉県 | 流山市 |
| 千葉県道280号白井流山線 北小金方面            |                                         | 流山8丁目        | 千葉県 | 流山市 |

### 重複区間
- 埼玉県道102号平方東京線（埼玉県八潮市八條・八潮八条交差点 - 埼玉県八潮市八條・八条橋西詰交差点）
- 埼玉県道・千葉県道52号越谷流山線（埼玉県三郷市早稲田 - 千葉県流山市流山・流山八丁目交差点）

### 沿線にある施設など
| 施設                     | 所在地 | 所在地           |
| ------------------------ | ------ | ---------------- |
| 草加松原遊歩道、矢立橋   | 埼玉県 | 草加市           |
| 草加警察署弁天交番       | 埼玉県 | 草加市           |
| 草加工業団地             | 埼玉県 | 草加市           |
| 草加八潮工業団地         | 埼玉県 | 草加市及び八潮市 |
| 八条公園                 | 埼玉県 | 八潮市           |
| 八潮団地                 | 埼玉県 | 八潮市           |
| 吉川警察署               | 埼玉県 | 三郷市           |
| 三郷市消防本部北分署     | 埼玉県 | 三郷市           |
| 埼玉県立三郷特別支援学校 | 埼玉県 | 三郷市           |
| さつき平団地             | 埼玉県 | 三郷市           |
| 埼玉県企業局新三郷浄水場 | 埼玉県 | 三郷市           |
| 三郷市立早稲田小学校     | 埼玉県 | 三郷市           |
| 三郷駅                   | 埼玉県 | 三郷市           |
| 三郷市江戸川運動公園     | 埼玉県 | 三郷市           |
| 千葉県立流山南高等学校   | 千葉市 | 流山市           |

## ギャラリー

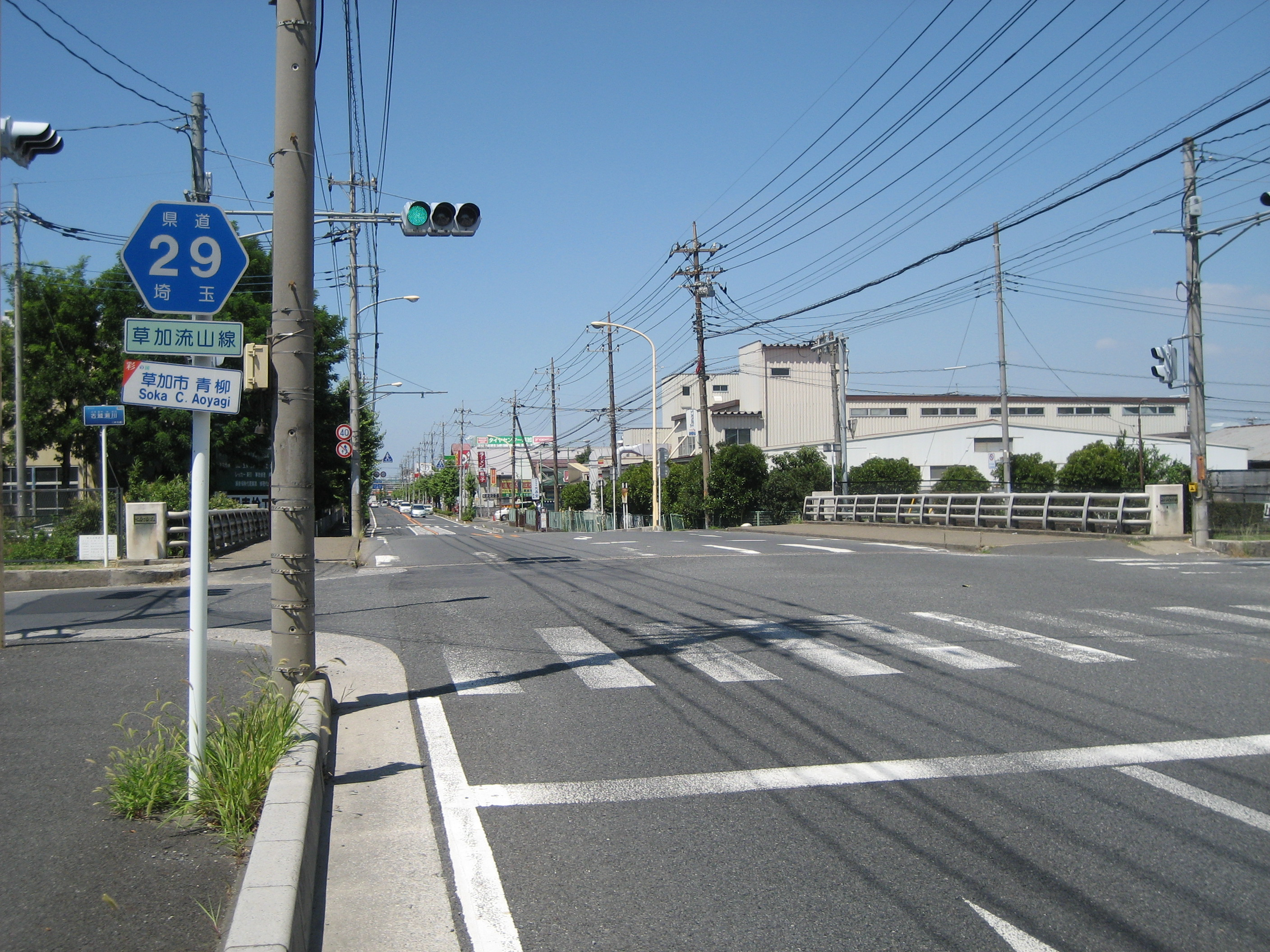
埼玉県草加市青柳付近
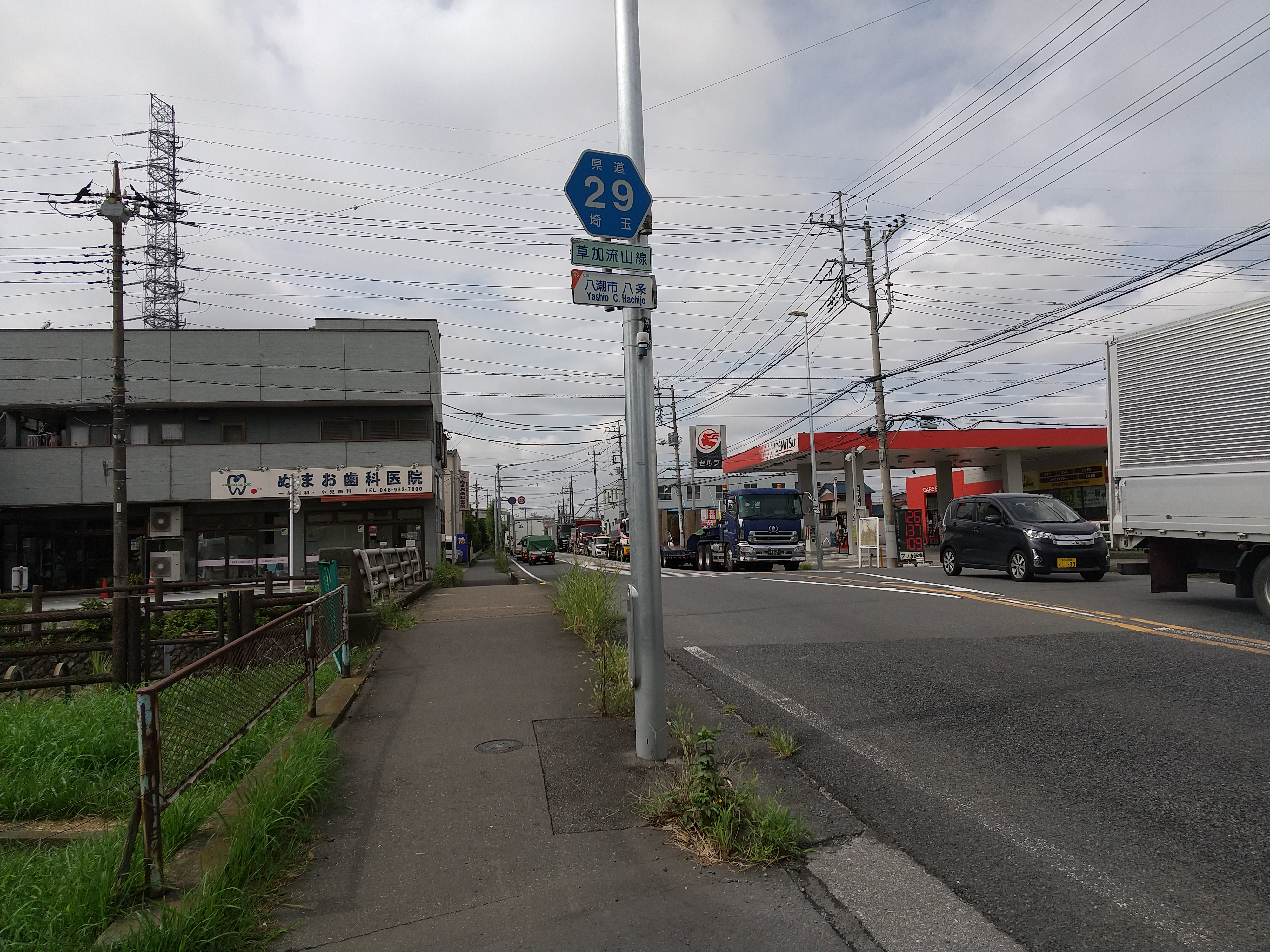
埼玉県八潮市八条付近
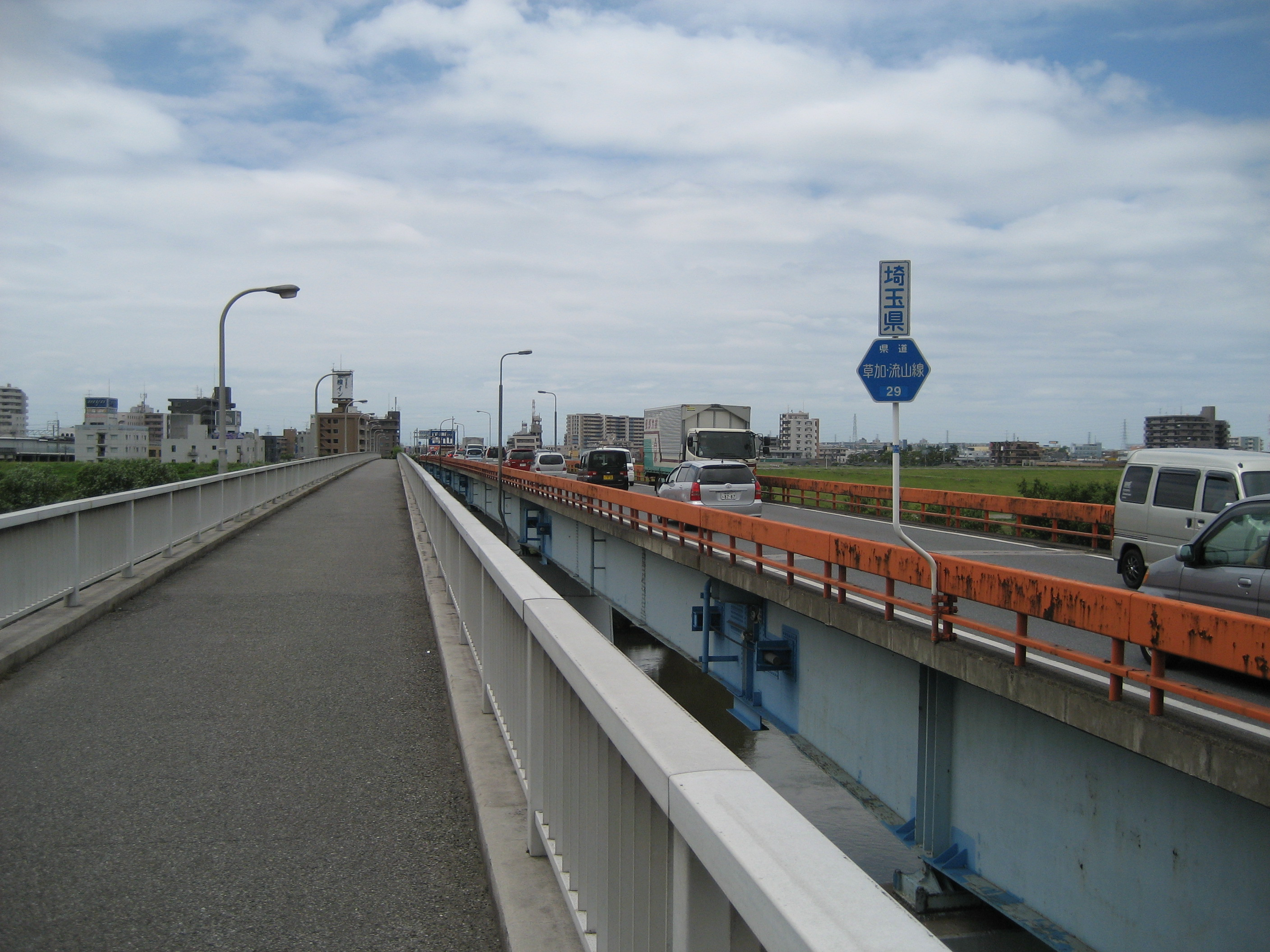
流山橋（千葉県流山市）
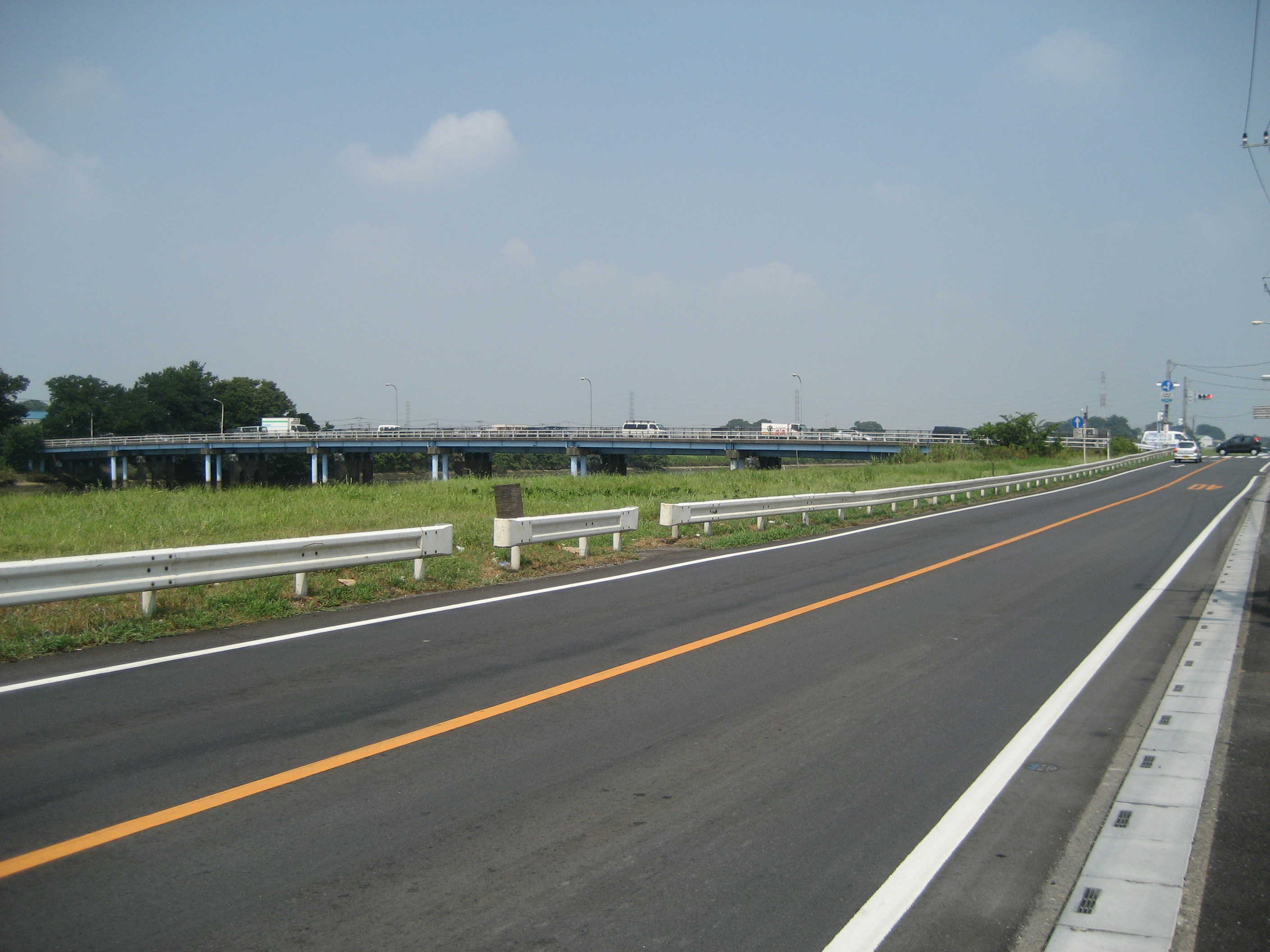
八条橋（埼玉県三郷市側から撮影）